# Liste des universités impériales du Japon
Les universités impériales (帝國大學, teikoku daigaku) au Japon était un groupe de neuf universités fondées entre 1886 et 1939, sept au Japon, une dans l'actuelle Corée du Sud, et une dans l'actuelle Taïwan. Elles étaient dirigées par le gouvernement impérial jusqu'à la fin de la Seconde Guerre mondiale.

## Création
| Nom initial                                       | Fondation | nom actuel                                    | image |
| ------------------------------------------------- | --------- | --------------------------------------------- | ----- |
| Université impériale de Tokyo (東京帝国大学)      | 1886      | Université de Tokyo (東京大学)                |       |
| Université impériale de Kyōto (京都帝国大学)      | 1897      | Université de Kyōto (京都大学)                |       |
| Université impériale de Tōhoku (東北帝国大学)     | 1907      | Université du Tōhoku (東北大学)               |       |
| Université impériale de Kyūshū (九州帝国大学)     | 1911      | Université de Kyūshū (九州大学)               |       |
| Université impériale de Hokkaidō (北海道帝国大学) | 1918      | Université de Hokkaidō (北海道大学)           |       |
| Université impériale de Keijō (京城帝国大学)      | 1924      | Université nationale de Séoul (서울대학교)    |       |
| Université impériale de Taihoku (台北帝国大学)    | 1928      | Université nationale de Taïwan (國立台灣大學) |       |
| Université impériale d'Ōsaka (大阪帝国大学)       | 1931      | Université d'Ōsaka (大阪大学)                 |       |
| Université impériale de Nagoya (名古屋帝国大学)   | 1939      | Université de Nagoya (名古屋大学)             |       |

## Évolution après guerre
Le système impérial est réformé par l'occupant américain. Les universités présentes sur le sol japonais sont intégrées au système des universités nationales. Les universités présentes dans les anciennes colonies japonaises (Corée, Taïwan) sont rattachées aux pays d'origine. Au Japon, ce groupe d'universités continue à être connu comme groupe des sept universités nationales (全国七大学, zenkoku shichidaigaku).
La compétition sportive des sept universités nationales est mise en place en 1962 par l'université de Hokkaidō afin de réunir annuellement ces établissements.